# Christian Langlois
Pour les articles homonymes, voir Langlois.
Christian Langlois, né le 9 mai 1924 à Paris et mort le 5 août 2007 à Blois, est un architecte français.
Élu membre de l'Académie des beaux-arts en 1977, il la préside en 1998. 

## Biographie

### Carrière d'architecte
(juillet 2016).
- 1973-1974 : création de deux patios le long de l'allée de l'Odéon au palais du Sénat à Paris.
- 1974 : aménagement de sous-sols sous la cour d'honneur du Sénat et ensemble administratif du Sénat.
- 1980-1988 : aménagement de la place de la Cathédrale à Orléans : Hôtel de région Centre-Val de Loire[2], nouvel hôtel de ville, musée des Beaux-Arts, nouveau parvis de la cathédrale Sainte-Croix, nouvelle bibliothèque.
- 1985-1988 : nouvelle préfecture de Nancy.
- 1986-1988 : maison du Département de la Manche à Saint-Lô[3].
- 1986-1989 : Hôtel de région du Limousin à Limoges[2], depuis 2015 « maison de Limoges » du Conseil régional de Nouvelle-Aquitaine
- 1988-1989 : doublement du pont de Bercy à Paris.

Il fut élu à l'Académie des beaux-arts au fauteuil de Jacques Carlu (section d'architecture) le 29 juin 1977.

### Médias
Il anima un Libre Journal consacré à l'architecture sur Radio Courtoisie jusqu'en 2003. Il fut, par ailleurs, membre du conseil d'administration de cette radio.
À la mort de Jean Ferré en octobre 2006, il devient le président de Radio Courtoisie pour quelques mois. En janvier 2007, il démissionne de son poste, qu'il cède à Henry de Lesquen, et devient président d'honneur.
Il fut chroniqueur littéraire au quotidien Présent, et avait publié des contes humoristiques (« Les nouvelles hybrides » 1994, La revue des Beaux Arts) et dans la revue catholique Itinéraires, animée par Jean Madiran.

## Décorations
- Officier de la Légion d'honneur
- Commandeur de l'ordre national du Mérite (1977)[5]